# Xanthesma perpulchra
Xanthesma perpulchra är en biart som först beskrevs av Cockerell 1916.  Xanthesma perpulchra ingår i släktet Xanthesma och familjen korttungebin. Inga underarter finns listade i Catalogue of Life.

## Bildgalleri

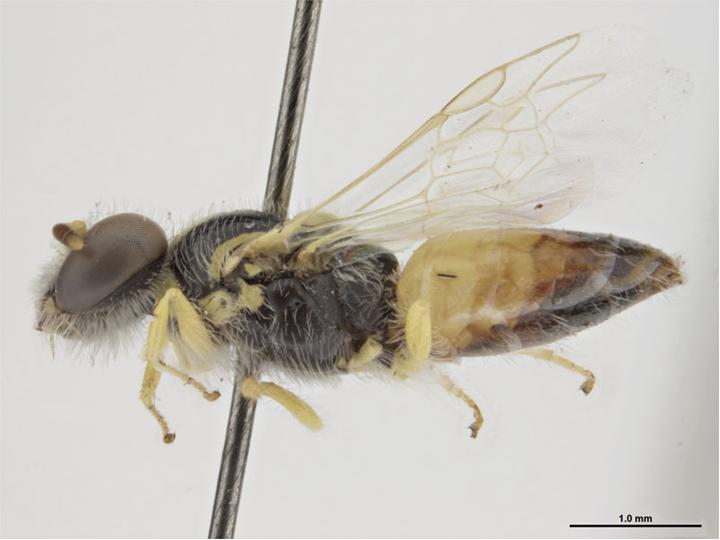
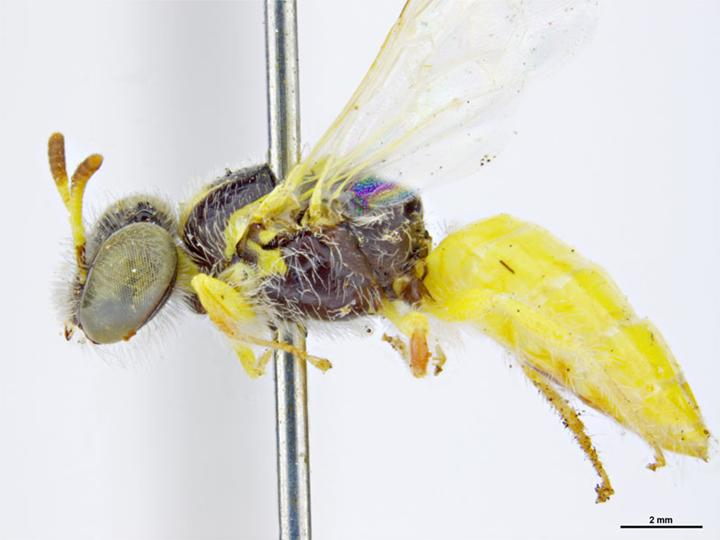